# Moi University
Moi University (suahili Chuo Kikuu cha Moi) – kenijska publiczna szkoła wyższa, zlokalizowana w Eldoret.
Raport rekomendujący powołanie drugiego (po Uniwersytecie Nairobi), uniwersytetu w Kenii, został przygotowany przez, powołaną w 1981 roku, komisję pod przewodnictwem Kanadyjczyka Colina Mackaya. Uniwersytet został powołany w 1984 roku, a oficjalna inauguracja odbyła się 6 grudnia 1985, w obecności prezydenta Kenii, Daniela Moi (prezydent kraju jest honorowym kanclerzem uczelni).   
Jednostki organizacyjne zlokalizowane są w czterech głównych kampusach oraz sześciu ośrodkach zamiejscowych (w Nairobi, Kitale, Alupe, Kericho, Mombasie i Nakuru). W ramach uczelni funkcjonują też dwa samodzielne college'e: Garissa University College i Rongo University College. 
- Main Campus 
  - College of Health Sciences (Medical Complex),
  - School of Aerospace Sciences (Rivatex)
  - School of Law (Annex)
- Town Campus
  - Privately Sponsored Students Programmes (PSSP)
- Eldoret West Campus
- Odera Akang’o Campus

2 kwietnia 2015 w Garissa University College miał miejsce zamach terrorystyczny, w którym zginęło 148 osób (głównie studentów).

## Źródła
- Historia na stronie uczelni